# أديس جهوفيتش
أديس جهوفيتش (بالمقدونية: Адис Јаховиќ)‏ هو مدرب كرة قدم ولاعب كرة قدم شمال مقدوني في مركز الهجوم، ولد في 18 مارس 1987 في إسكوبية في مقدونيا الشمالية. شارك مع منتخب مقدونيا الشمالية لكرة القدم. أما مع النوادي، فقد لعب مع اف كي مقدونيا وجيلييزنيتشار ساراييفو وفيليز سارسفيلد وفيليز موستار وكريليا سوفيتوف سامارا ونادي رييكا ونادي زيورخ ونادي ساراييفو ونادي فورسكلا بولتافا ونادي ويل.

## وصلات خارجية
- أديس جهوفيتش على موقع الاتحاد الأوربي (الإنجليزية)
- أديس جهوفيتش على موقع اتحاد تركيا (لاعب) (الإنجليزية)
- أديس جهوفيتش على موقع اتحاد أوكرانيا (الإنجليزية)
- أديس جهوفيتش على موقع قاعدة بيانات كرة القدم.إي يو (الإنجليزية)
- أديس جهوفيتش على موقع ناشيونال فوتبول تيمز (الإنجليزية)
- أديس جهوفيتش على موقع Soccerway.com (الإنجليزية)
- أديس جهوفيتش على موقع عالم كرة القدم.نت (الإنجليزية)
- أديس جهوفيتش على موقع AS.com (الإسبانية)